# Szczyrk
Szczyrk – miasto w południowej Polsce, w województwie śląskim, w powiecie bielskim. Miasto o charakterze turystyczno-wypoczynkowym. Według danych z 31 grudnia 2023 roku miasto miało 5283 mieszkańców.

## Położenie

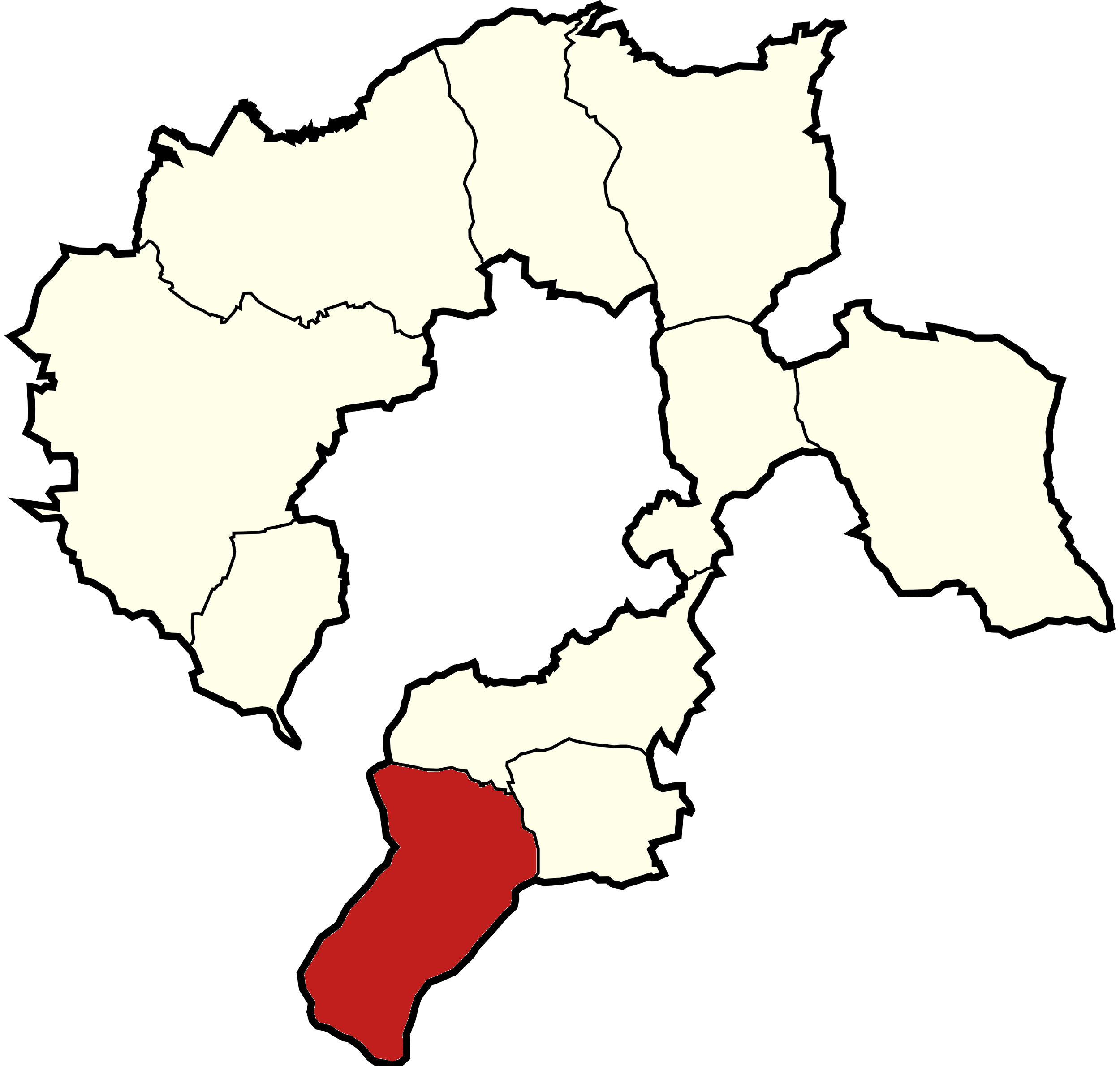
Położenie gminy miejskiej Szczyrk na mapie powiatu

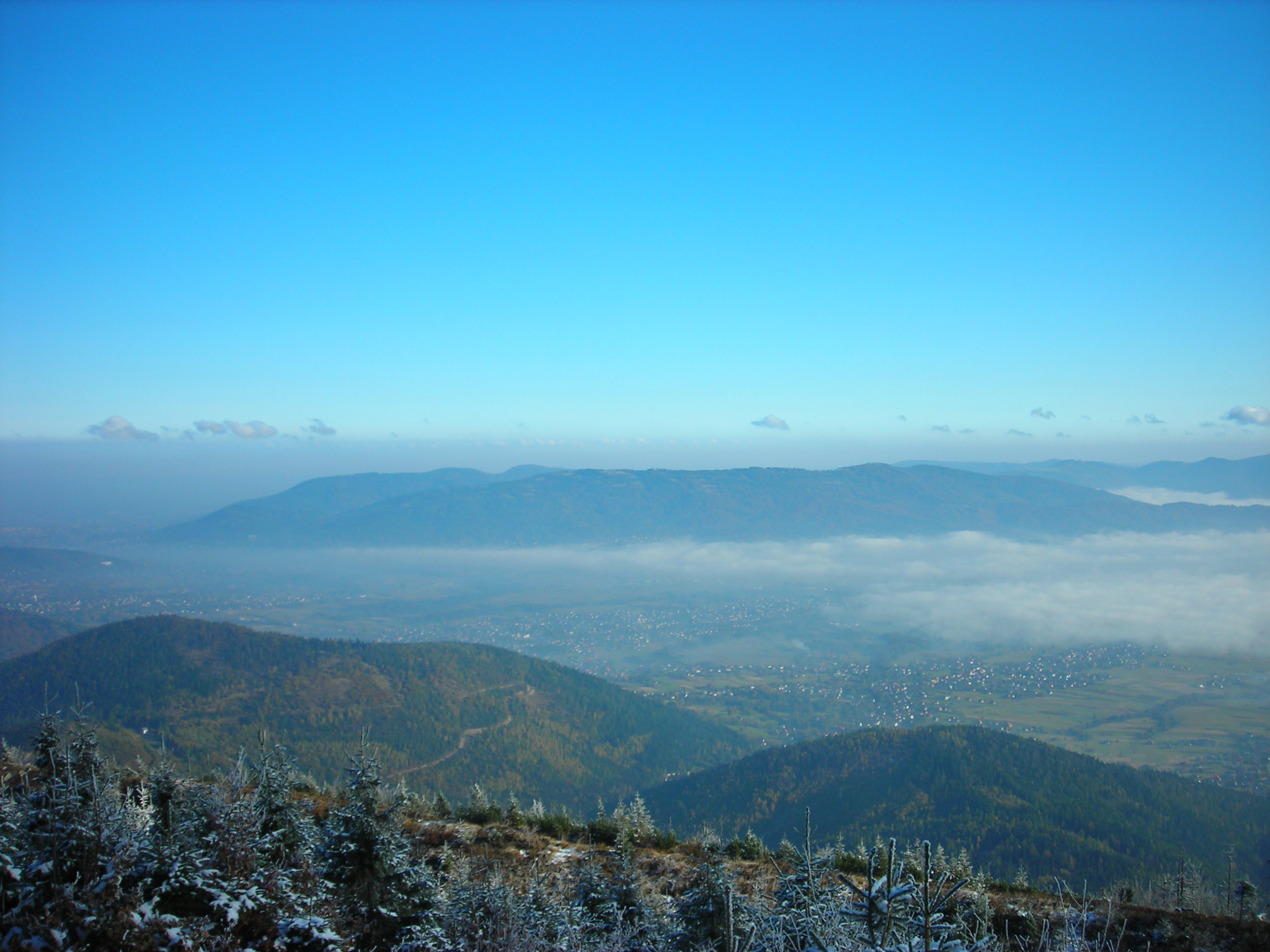
Widok na Kotlinę Żywiecką ze Skrzycznego

Szczyrk leży na południe od Bielska-Białej, północny wschód od Wisły i północny zachód od Żywca, w dolinie Żylicy, w Beskidzie Śląskim, na Żywiecczyźnie (Małopolska).
Miasto jest położone na wysokości pomiędzy 470 a 1257 m n.p.m. Najniższy punkt znajduje się przy granicy z Buczkowicami, a najwyższy to szczyt Skrzycznego.
Miasto należy do Euroregionu Beskidy.
Według danych z 1 stycznia 2011 r. powierzchnia miasta wynosiła 39,07 km². Miasto stanowi 8,54% powierzchni powiatu.
Według danych z 2002 Szczyrk ma obszar 39,07 km², w tym: użytki rolne: 25%, użytki leśne: 70%
Sąsiednie gminy: Bielsko-Biała, Brenna, Buczkowice, Lipowa, Wilkowice, Wisła
W latach 1975–1998 miasto administracyjnie należało do województwa bielskiego.
Okoliczne szczyty to m.in. Skrzyczne, Malinowska Skała, Magura, Klimczok.

## Części miasta
Krajowy Rejestr Urzędowy Podziału Terytorialnego Kraju odnotowuje następujące części miasta Szczyrk:
Becyrk, Beskid, Beskidek, Biały Krzyż, Bieniadka, Bieńków, Bieńkula, Biła, Bobula, Borowina, Bugaj, Byrdów, Cerchlisko, Ciche, Czyrna, Doliny, Drodzyska, Dunacie, Gacioki, Górka, Hala Podskrzyczeńska, Hondraski, Jajconka, Jaworzyna, Karkoszczonka, Kaźmirula, Kępki, Kępy, Kotarz, Krupówki, Krzyków ((zniesione w 2023 r.), Kubaszki, Kurówki, Lanckorona, Łączysko, Łąki, Majchrówka, Malinów, Migdalskie, Młaki, Mocarze, Mojsokula, Nad Meszną, Nowoć, Pasieki, Pezdówka, Piekło, Płończycka, Pod Beskidem, Pod Brzeziny, Podskole, Podzwalisko, Porębskich, Pośrednie, Reich, Rombaniska, Salmopol, Sialisiokula, Sidzinów, Siodło, Skality, Stanickowskie, Stawisko, Suche, Szczyrk Dolny, Szczyrk Górny, Szewcula, Śliwiacka Łąka, Świniarki, Urbaczkula, Wawrzutka, Wiatrówka, Wielki Kęs, Więzikówka, Wyrobiska, Zachańderka, Zagrody, Zapalenica, Zaprzelina, Za Wodą, Zwalisko.
Jednostki pomocnicze miasta Szczyrk
Uchwałą Rady Miejskiej w Szczyrku z dnia 15 lutego 1995 r. (Nr. VIII/39/95) wprowadzono podział miasta Szczyrk na 7 osiedli stanowiących jednostki pomocnicze miasta.
Źródło: UM Szczyrk - UCHWAŁA NR VIII/39/95 W SPRAWIE USTALENIA STATUTU OSIEDLA

## Demografia
Dane z 31 grudnia 2016 roku:
| Opis                              | Ogółem | Ogółem | Kobiety | Kobiety | Mężczyźni | Mężczyźni |
| --------------------------------- | ------ | ------ | ------- | ------- | --------- | --------- |
| jednostka                         | osób   | %      | osób    | %       | osób      | %         |
| populacja                         | 5734   | 100    | 3026    | 52,77   | 2708      | 47,23     |
| gęstość zaludnienia (mieszk./km²) | 146,76 | 146,76 | 77,45   | 77,45   | 69,31     | 69,31     |

Piramida wieku mieszkańców Szczyrku w 2014

## Historia

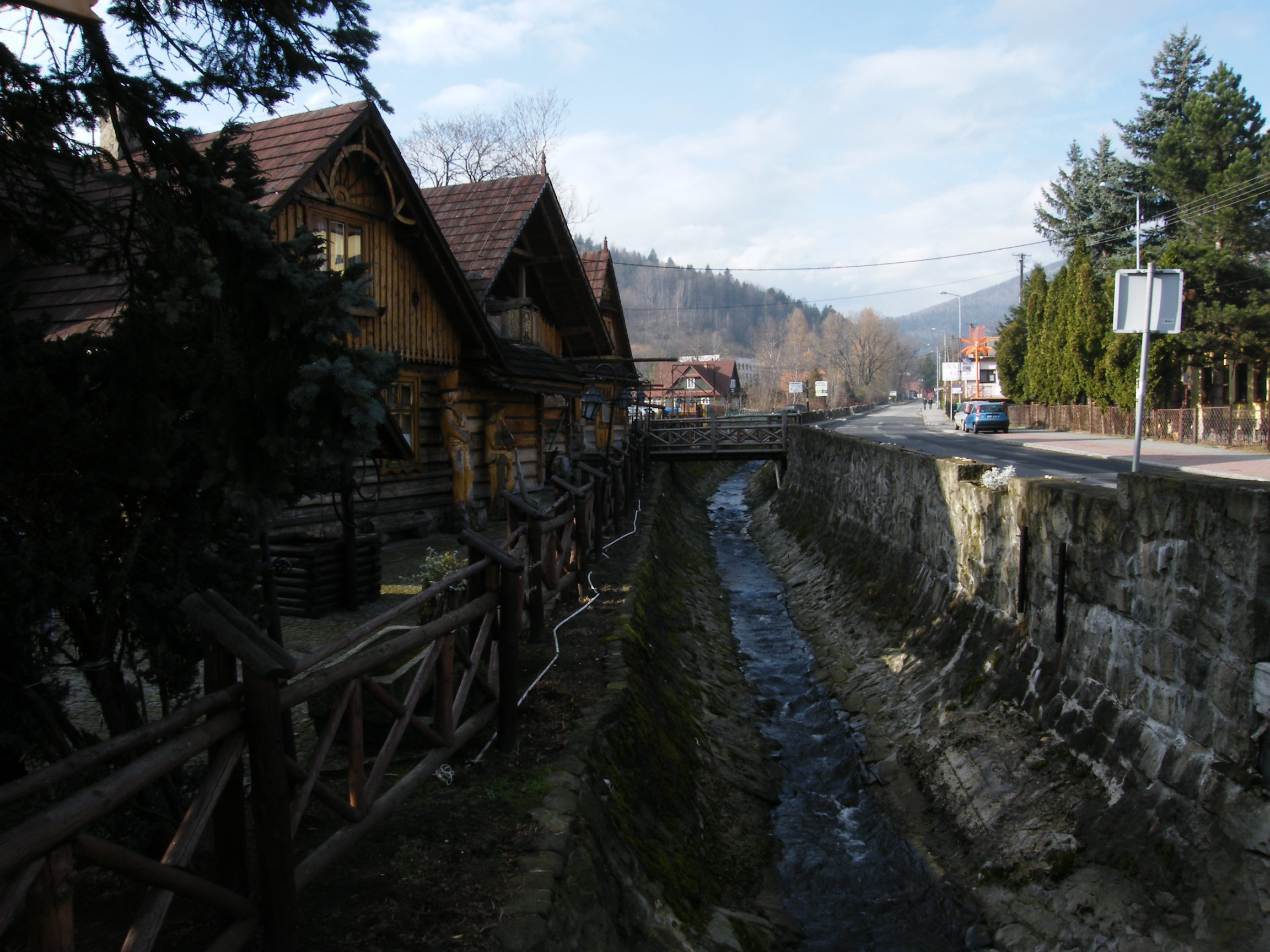
Szczyrk, ul. Górska

Osadnictwo wołoskie, węgierskie, austriackie, czeskie i słowackie jest udokumentowane w XV w. W 1630 r. dokonano pierwszego spisu ludności Szczyrku dla potrzeb podatkowych. Ziemię nadawano tutaj w ten sposób, że „zarębek” (odpowiednik łana) wyznaczany był począwszy od osi doliny, a góral–osadnik otrzymywał po równo ziemi na lepiej i gorzej nasłonecznionym zboczu. Począwszy od XVIII w. oprócz rolnictwa rozwijały się inne działy gospodarki, jak pasterstwo i produkcja drewna, głównie na potrzeby przemysłu pobliskiej małopolskiej Białej oraz śląskiego Bielska. Wytwarzano również sukno z runa owczego. W 1808 r. w Szczyrku było 172 zarębników.
Według austriackiego spisu ludności z 1900 r. w 411 budynkach w Szczyrku na obszarze 1896 hektarów mieszkało 2465 osób (gęstość zaludnienia 130 os. /km²), z czego 2248 (91,2%) było katolikami, 13 (0,5%) wyznawcami judaizmu, a 4 (0,2%) było jeszcze innej religii, 2455 (99,6%) było polsko- a 9 (0,4%) niemieckojęzycznymi. W Salmopolu (dziś wchodzącym w skład miasta) w 33 budynkach na obszarze 26 hektarów mieszkało 169 osób (gęstość zaludnienia 650 os. /km²), z czego wszyscy byli polskojęzyczni, 50 (29,6%) było katolikami a 119 (70,4) było innych wyznań (głównie ewangelików). Ponadto Szczyrk posiadał 2011 hektarów „obszarów wewnętrznych” (niem. Gutsgebiete) zamieszkałych przez 15 osób. Łącznie obszary te stanowiły 3933 ha (39,33 km²) zamieszkałych przez 2649 osób i średniej gęstości zaludnienia 67,4 os. /km².
Po I wojnie światowej rozpoczął się rozwój branży turystycznej. Pierwszą bazę noclegową stanowiły poaustriackie koszary i lazarety. W 1924 r. na Skrzycznem powstał schron turystyczny dla narciarzy, wybudowany przez Beskidenverein, natomiast schronisko turystyczne rozpoczęło swoją działalność w 1933 r. W 1927 r. do gminy przyłączono Salmopol, poprzednio będący samodzielną miejscowością. Skutkiem tego stała się dwuwyznaniowość Szczyrku, gdyż w Salmopolu większość mieszkańców stanowili ewangelicy. 22 lutego 1945 roku Szczyrk został zajęty przez oddziały radzieckie.
Po wojnie Szczyrk zaczął się szybko rozwijać jako ośrodek turystyczno-wypoczynkowy i sportowy. Sprzyjała temu bliskość wielkiej aglomeracji górnośląskiej. Pod koniec lat 60. FWP prowadził w Szczyrku 4 domy wczasowe („Halka”, „Maria”, „Skalite” i „Zakopianka”), które w 9 budynkach, pochodzących jeszcze z lat międzywojennych, dysponowały łącznie 255 miejscami noclegowymi. Prowadzone były w nich wczasy 14-dniowe. Szybko przybywało miejsc w kwaterach prywatnych. Wczasowicze mieli wówczas do dyspozycji w Szczyrku 5 restauracji, 3 kawiarnie, bar mleczny i kawiarnię FWP z dancingiem. Latem działał otwarty basen kąpielowy, a cały rok – zbudowana w 1958 r. kolej krzesełkowa na Skrzyczne. Zimą funkcjonowały już pierwsze 4 wyciągi narciarskie (2 zaczepowe i 2 orczykowe), tor saneczkowy i lodowisko, a FWP prowadził wypożyczalnię zimowego sprzętu sportowego.
Równocześnie obok starych obiektów noclegowych powstawały nowe, w których budowę inwestowały głównie duże zakłady pracy z Górnego Śląska. Od 1965 r. działał Dom Turysty PTTK dysponujący 296 miejscami. Do najnowocześniejszych w tamtych czasach należał dom wypoczynkowy „Zagroń” Zabrzańskiego Zjednoczenia Przemysłu Węglowego (obecnie „Halo Hotel Szczyrk”), zdolny pomieścić 360 gości, jako jedyny dysponujący wówczas własnym krytym basenem.
W 1958 r. Szczyrk uzyskał prawa osiedla, a w 1973 prawa miejskie. Na początku lat 80. w mieście było ponad 80 różnego rodzaju domów wypoczynkowych, hoteli i pensjonatów, dysponujących łącznie ok. 9 tysiącami miejsc noclegowych.
Obecnie Szczyrk posiada różnorodną i rozbudowaną bazę noclegową (ośrodki wypoczynkowe, pensjonaty, domy gościnne, kwatery i apartamenty).
4 grudnia 2019 roku około 18:26 doszło do wybuchu gazu w domu wielopiętrowym przy ulicy Leszczynowej. Zginęło 8 osób. Jedną z ofiar był Wojciech Kaim, trener narciarski w klubach KN Siepraw-Ski i MKS "Skrzyczne" Szczyrk.

## Sport i turystyka

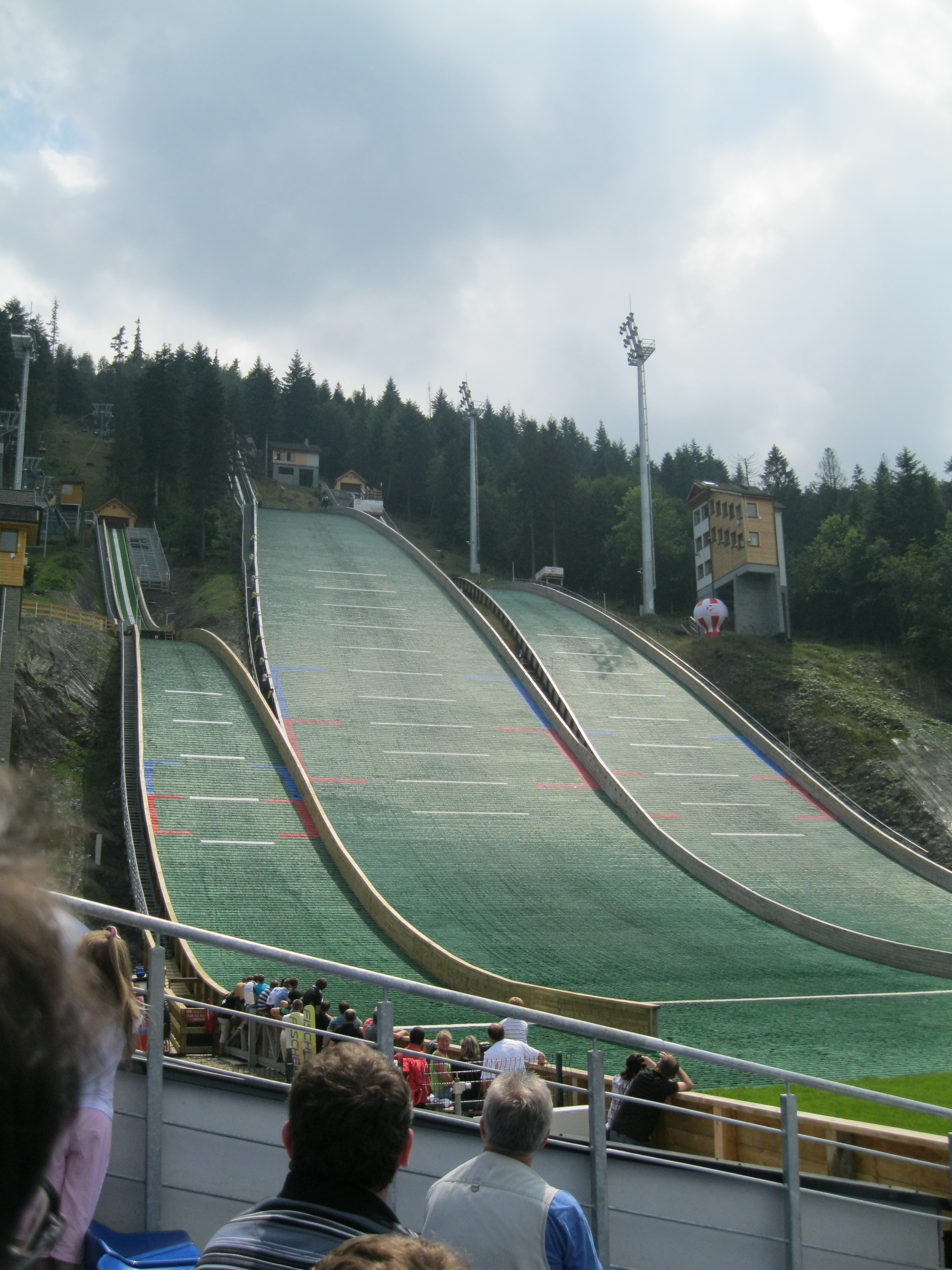
Skocznia narciarska Skalite - Szczyrk

W Szczyrku istnieje szereg obiektów sportowych, m.in.:
- Ośrodek Narciarski Centralnego Ośrodka Sportu – Ośrodka Przygotowań Olimpijskich na zboczach Skrzycznego, ze słynną czarną trasą zjazdową "FIS"
- duży Ośrodek Narciarski Czyrna-Solisko w Szczyrku na zboczach Małego Skrzycznego ze słynnymi trasami Bieńkula i Golgota,
- Ośrodek Narciarski Beskid Sport Arena (Szczyrk-Biła), z trzema wyciągami i czterema trasami (czarna z homologacją FIS, czerwona i 2 niebieskie); trasy oświetlone i naśnieżane,
- na terenie Ośrodka Szkoleniowo-Wypoczynkowego Beskidek w Szczyrku (Szczyrk-Biła), na północno-wschodnim zboczu Beskidka z nieczynną, czarną trasą (1 wyciąg orczykowy), trasa 730 m, przewyższenie 250 m (średnie nachylenie 34%), druga trasa jest czerwona[16],
- Kompleks Narciarski „Biały Krzyż” na Przełęczy Salmopolskiej z 2 wyciągami (orczykowy „Biały Krzyż” o długości ok. 300 m i talerzykowy „Bartuś” o długości ok. 200 m); trasy tu są łatwe, są ratrakowane, dośnieżane i oświetlone,
- w Czyrnej w pobliżu dolnej stacji i parkingów działają w zimie na oślich łączkach 3 wyrwirączki,
- w pobliżu dolnej stacji ośrodka – kilka stoków dla początkujących i wyciągi „Kaimówka”,
- Kompleks skoczni narciarskich Skalite,
- Jaskinie: Lodowa, Salmopolska, Malinowska, Ali Baby w Klimczoku i in.

W Szczyrku podczas IX Zimowego Europejskiego Festiwalu Młodzieży „Śląsk-Beskidy 2009” odbywały się zawody w skokach narciarskich, kombinacji norweskiej, biegach narciarskich, narciarstwie alpejskim i snowboardzie. Ponadto miasto było główną bazą całego festiwalu, tu też odbyła się ceremonia otwarcia.

### Piesze szlaki turystyczne
Przez Szczyrk przechodzą następujące szlaki turystyczne:
- Ostre – Skrzyczne – Szczyrk Centrum – Schronisko PTTK na Klimczoku – Bystra – Wilkowice
- Wilkowice – Bystra – Przełęcz Kołowrót – Siodło pod Klimczokiem – Szczyrk Biła – Szczyrk Centrum – Skrzyczne – Malinowska Skała – Barania Góra
- Szczyrk Centrum – Szczyrk Biła – Przełęcz Karkoszczonka – Brenna Bukowa
- Szyndzielnia – Siodło pod Klimczokiem – Przełęcz Karkoszczonka – Beskid Węgierski – Grabowa – Szczyrk Przełęcz Salmopolska – Malinów – Malinowska Skała
- Szczyrk Solisko – Malinów (dojście do  jw.)
- Szczyrk Górka – Chata na Groniu – Bystra

## Wspólnoty wyznaniowe

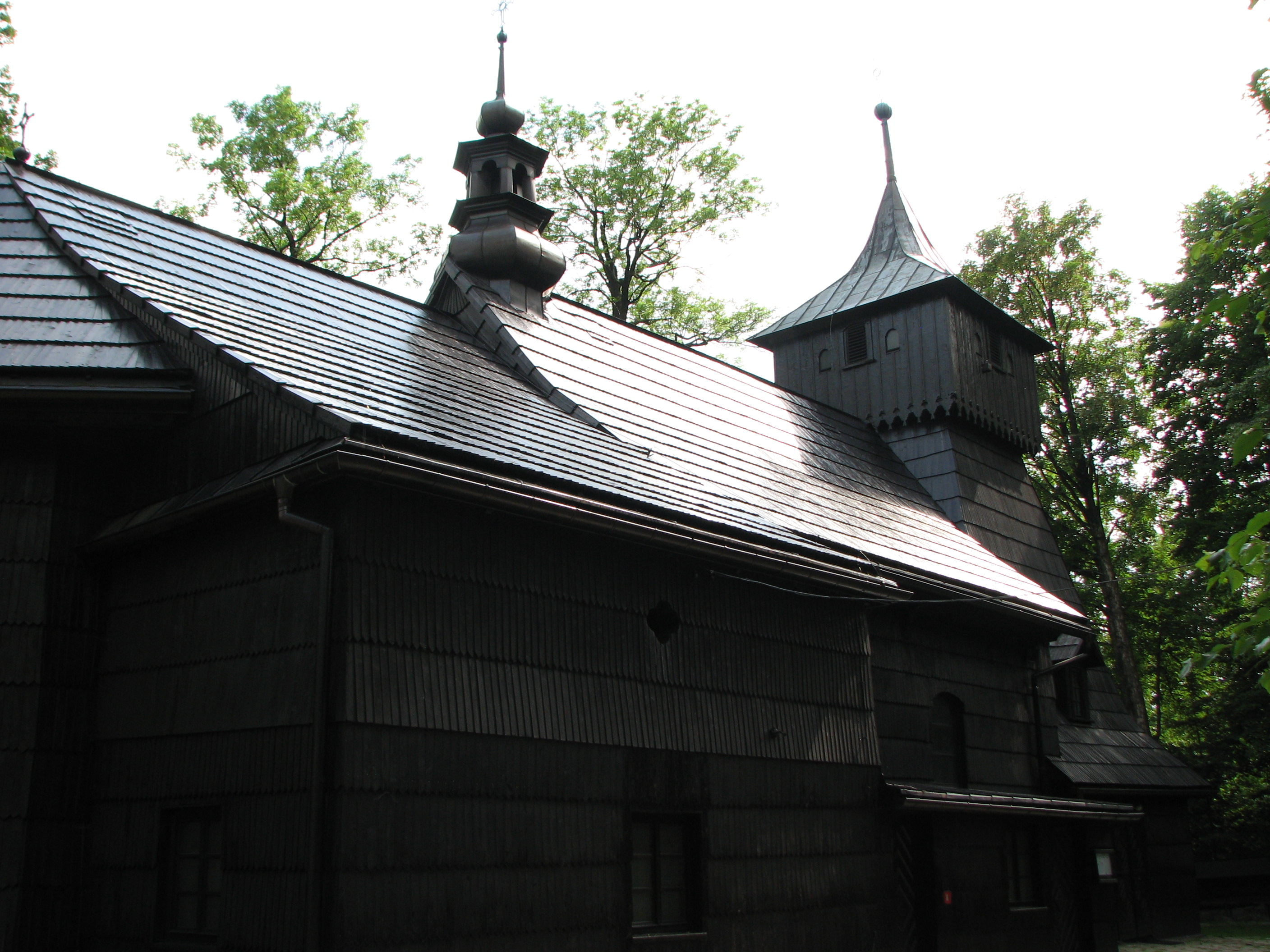
Drewniany Kościół św. Jakuba Apostoła z XVIII w.

W Szczyrku funkcjonuje rzymskokatolicka parafia św. Jakuba. Kościół parafialny św. Jakuba Apostoła, w którym parafia ma siedzibę, został wybudowany w latach 1797–1800 i przebudowany w 1935 r. Kościół ten znajduje się na szlaku architektury drewnianej województwa śląskiego. Ponadto w Szczyrku funkcjonuje Sanktuarium Maryjne „Na Górce”. Na terenie miasta znajduje się również kościół ewangelicki w Szczyrku-Salmopolu

## Współpraca międzynarodowa
Miasta i gminy partnerskie:
- Jászkisér (Węgry) – od 23 kwietnia 2004 roku,
- Mikołajki (Polska) – od 1 lipca 2007 roku.
- Zetel (Niemcy) – od 24 października 2008 roku.